# Ronde de Bourgogne
La Ronde de Bourgogne est une course cycliste féminine en quatre étapes disputée en Bourgogne sur plus de 300 km courus en quatre jours. La première édition a été remportée par Jeannie Longo.

## Palmarès
| Année | Vainqueur       | Deuxième       | Troisième       |
| 2009  | Jeannie Longo   | Edwige Pitel   | Mélanie Bravard |
| 2010  | Pascale Jeuland | Lauren Kitchen | Amanda Spratt   |
| 2011  | Marion Rousse   | Elena Cecchini | Edwige Pitel    |